# سیاست در هلند
سیاست در هلند در قالب یک نظام پارلمانی و دموکراسی نمایندگی انجام می‌شود. هلند یک پادشاهی مشروطه است که به صورت یک کشور واحد اما غیرمتمرکز اداره می‌شود. این کشور همچنین نمونه‌ای از یک دولت با همزیستی مشارکتی محسوب می‌شود. سیاست و حکمرانی در هلند بر پایه تلاش برای دستیابی به تصمیم‌گیری توافقی در مورد مسائل مهم در میان جامعه سیاسی و کل جامعه بنا شده است.

## قانون اساسی
قانون اساسی هلند حقوق مدنی و اجتماعی پایه‌ای شهروندان را تعریف می‌کند و نقش نهادهایی که دارای قدرت‌های اجرایی، قانون‌گذاری و قضایی هستند را مشخص می‌سازد.
قانون اساسی در سرزمین اروپایی هلند و همچنین در جزایر کارائیب هلند شامل بونیر، سینت یوستیشس و سابا اجرا می‌شود. کل پادشاهی هلند (شامل هلند، آروبا، کوراسائو و سنت مارتن) دارای یک اساسنامه جداگانه به نام اساسنامه پادشاهی هلند است که ساختار فدرال این پادشاهی را تعریف می‌کند.
در هلند دادگاه قانون اساسی وجود ندارد و قاضیان مجاز به بررسی قوانین از منظر تعارض با قانون اساسی نیستند. با این حال، معاهدات بین‌المللی و اساسنامه پادشاهی بالاتر از قوانین داخلی قرار دارند و دادگاه‌ها می‌توانند در موارد خاص، قوانین را با آن‌ها مقایسه کنند. همچنین، مقررات و دستورالعمل‌هایی که در سطح قانون مصوب پارلمان نیستند (مانند مصوبات محلی) می‌توانند از نظر مطابقت با قانون اساسی بررسی شوند.
برای اصلاح قانون اساسی، باید در دو دوره مجزا از پارلمان هلند (شامل مجلس نمایندگان و سنا)، تغییرات پیشنهادی تصویب شوند؛ در مرحله دوم تصویب، اکثریت دو سوم آرا لازم است.

## نهادهای سیاسی
نهادهای اصلی سیاسی در هلند شامل سلطنت، کابینه، پارلمان (مجلس ایالات عمومی) و سیستم قضایی هستند. همچنین سه نهاد عالی دولتی دیگر نیز وجود دارند که از نظر قانون اساسی در جایگاه برابر با پارلمان قرار دارند، اما نقش سیاسی کمتری دارند؛ مهم‌ترین آن‌ها «شورای کشور» (Raad van State) است. سطوح دیگر حاکمیت شامل شهرداری‌ها، شوراهای مدیریت آب و استان‌ها هستند. با اینکه در قانون اساسی از آن‌ها نام برده نشده است، احزاب سیاسی و نهادهای اجتماعی سازمان‌یافته در قالب «شورای اجتماعی-اقتصادی» نیز از نهادهای مهم سیاسی به‌شمار می‌روند.
برخلاف بسیاری از کشورها، هلند تفکیک قوای سنتی را ندارد. بر اساس قانون اساسی، قوهٔ مقننه مشترکاً توسط پارلمان و دولت (شامل پادشاه و وزیران) اعمال می‌شود. کلیهٔ طرح‌های قانونی باید پیش از تصویب، برای مشاوره به شورای کشور ارجاع شوند. همچنین شورای اجتماعی-اقتصادی دولت را در زمینهٔ قوانین اقتصادی و اجتماعی مشاوره می‌دهد. قوه مجریه به‌طور انحصاری در اختیار دولت است. این شورا حتی در برخی بخش‌ها، به‌ویژه در بخش کشاورزی، حق ویژه‌ای برای تدوین و اجرای مقررات دارد.
قوه قضائیه به دو سیستم مجزا تقسیم شده است. برای مسائل مدنی و کیفری، دیوان عالی هلند بالاترین مرجع است. اما در مسائل حقوق اداری، شورای کشور نقش عالی‌ترین دادگاه را دارد. ریاست رسمی شورای کشور با پادشاه است، هرچند او در امور روزمره دخالتی ندارد.

### سلطنت

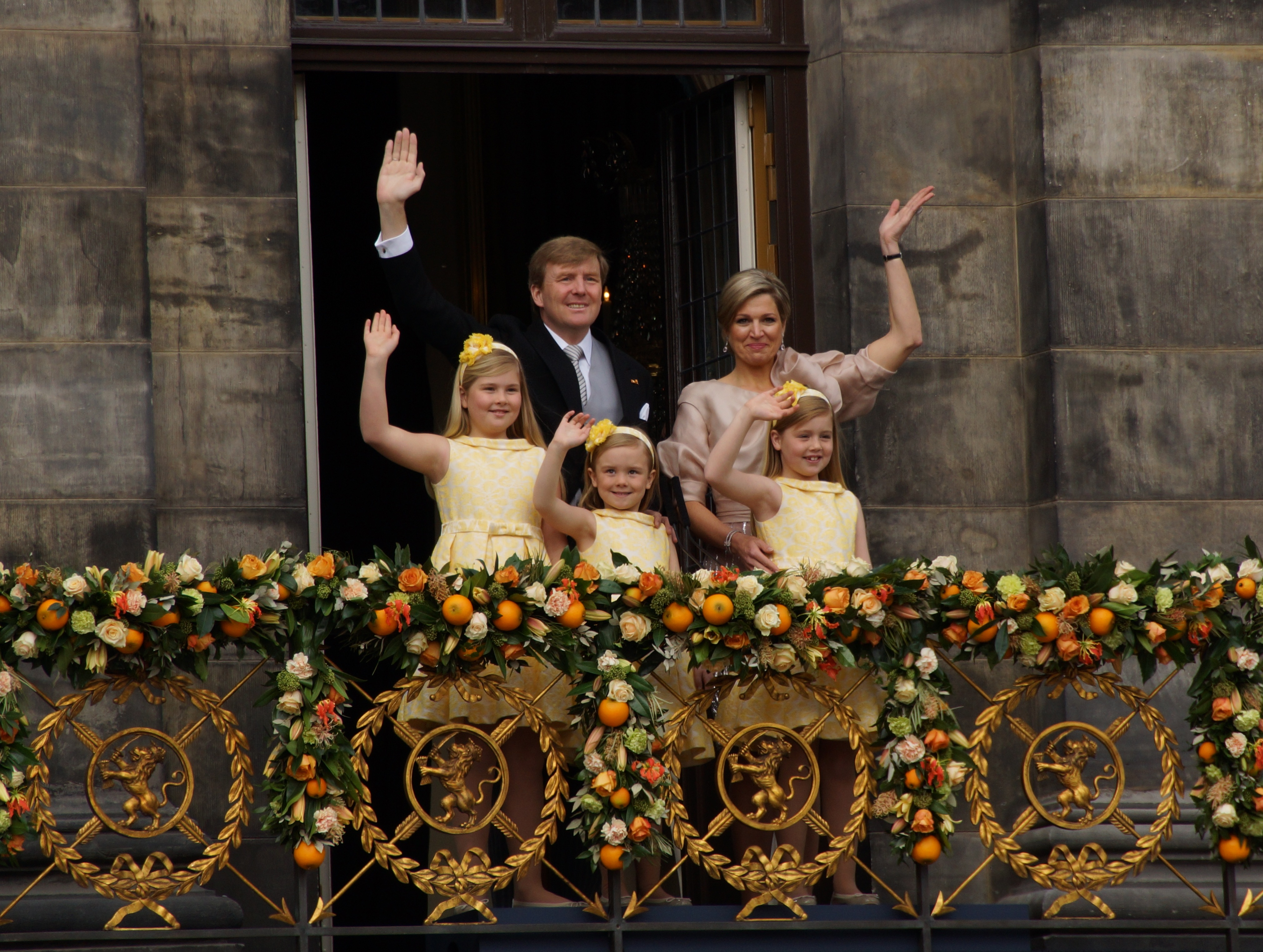
پادشاه ویلم الکساندر و ملکه ماکسیما به همراه دخترانشان پرنسس کاترینا آمالیا (چپ)، پرنسس الکسیا (راست) و پرنسس آریانه (مرکز)

پادشاهی کنونی هلند در سال ۱۸۱۳ پایه‌گذاری شد. پس از اخراج فرانسوی‌ها از خاک هلند، شاهزاده اورانژ به عنوان «شاهزاده حاکم» هلند اعلام شد. این سلطنت نوین در سال ۱۸۱۵ در کنگره وین، به عنوان بخشی از بازآرایی اروپا پس از سقوط ناپلئون، تثبیت گردید. خاندان اورانژ-ناساو حاکمیت پادشاهی متحد هلند (که شامل هلند و بلژیک امروزی بود) را بر عهده گرفت. از سال ۱۸۱۵ تا ۱۸۹۰، پادشاه هلند همزمان عنوان دوک بزرگ (پادشاه) لوکزامبورگ را نیز داشت.
پادشاه فعلی، ویلم-الکساندر است و وارث سلطنت، شاهزاده خانم آمالیا (کاترینا-آمالیا، شاهزادهٔ اورانژ) می‌باشد.
از نظر قانون اساسی، پادشاه رئیس کشور محسوب می‌شود و در فرایند قانون‌گذاری نیز نقشی رسمی دارد، به‌طوری که تمام قوانین برای اجرا باید به امضای او برسند. پادشاه همچنین رئیس رسمی شورای کشور است که در مورد کلیهٔ طرح‌های قانونی مشاوره می‌دهد و عالی‌ترین مرجع قضایی در حقوق اداری نیز هست. با اینکه پادشاه ویلم-الکساندر این نقش‌ها را جدی می‌گیرد، اما به‌طور معمول از اعمال قدرت در این موقعیت‌ها خودداری می‌کند.
تا سال ۲۰۱۲، پادشاه نقش کلیدی در فرایند تشکیل دولت پس از انتخابات یا در بحران‌های سیاسی ایفا می‌کرد. او شخصی به نام «اطلاع‌رسان» (Informateur) را پس از مشورت با رهبران احزاب پارلمان، برای آغاز مذاکرات تشکیل دولت منصوب می‌کرد. هرچند این فرایند به‌طور رسمی ثبت می‌شد و پادشاه نمی‌توانست برخلاف خواسته اکثریت عمل کند، ولی جزئیات مذاکرات پشت درهای بسته مشخص نبود. در پایان مذاکرات، پادشاه رسماً دولت جدید را منصوب می‌کرد و در صورت سقوط دولت، نخست‌وزیر باید از او درخواست برکناری کابینه را می‌کرد.

### کابینه

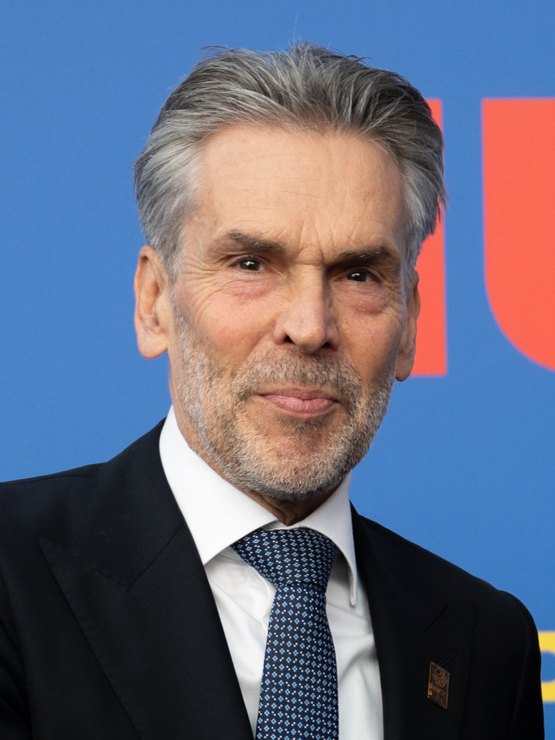
دیک اسخوف، نخست‌وزیر هلند از سال ۲۰۲۴

دولت هلند از نظر قانون اساسی متشکل از پادشاه و وزیران است. با این حال، پادشاه نقشی در تصمیم‌گیری ندارد و فقط در انتصاب وزیران دخالت می‌کند. وزیران به‌طور جمعی شورای وزیران را تشکیل می‌دهند. این شورا هر جمعه در تالار معروف به «اتاق تره‌وِ» در ساختمان تاریخی بیننهوف تشکیل جلسه می‌دهد و وظیفهٔ تدوین و پیشنهاد سیاست‌ها و لوایح را بر عهده دارد. بیشتر وزیران، ریاست یک وزارت‌خانه را بر عهده دارند، اما از سال ۱۹۳۹ این امکان وجود دارد که وزیرانی بدون وزارت‌خانه نیز منصوب شوند.
نخست‌وزیر ریاست کابینه را بر عهده دارد و مهم‌ترین شخصیت سیاسی در دولت به‌شمار می‌آید. ساختار دولت ملی (که به زبان هلندی Rijksoverheid یا به‌طور غیررسمی het Rijk نامیده می‌شود) شامل وزارت‌خانه‌ها، سازمان‌های اجرایی وابسته به آن‌ها، نهادهای نظارتی، و شوراهای عالی دولتی است و در تدوین و اجرای برنامه‌های دولت و پارلمان نقش دارد.

### پارلمان

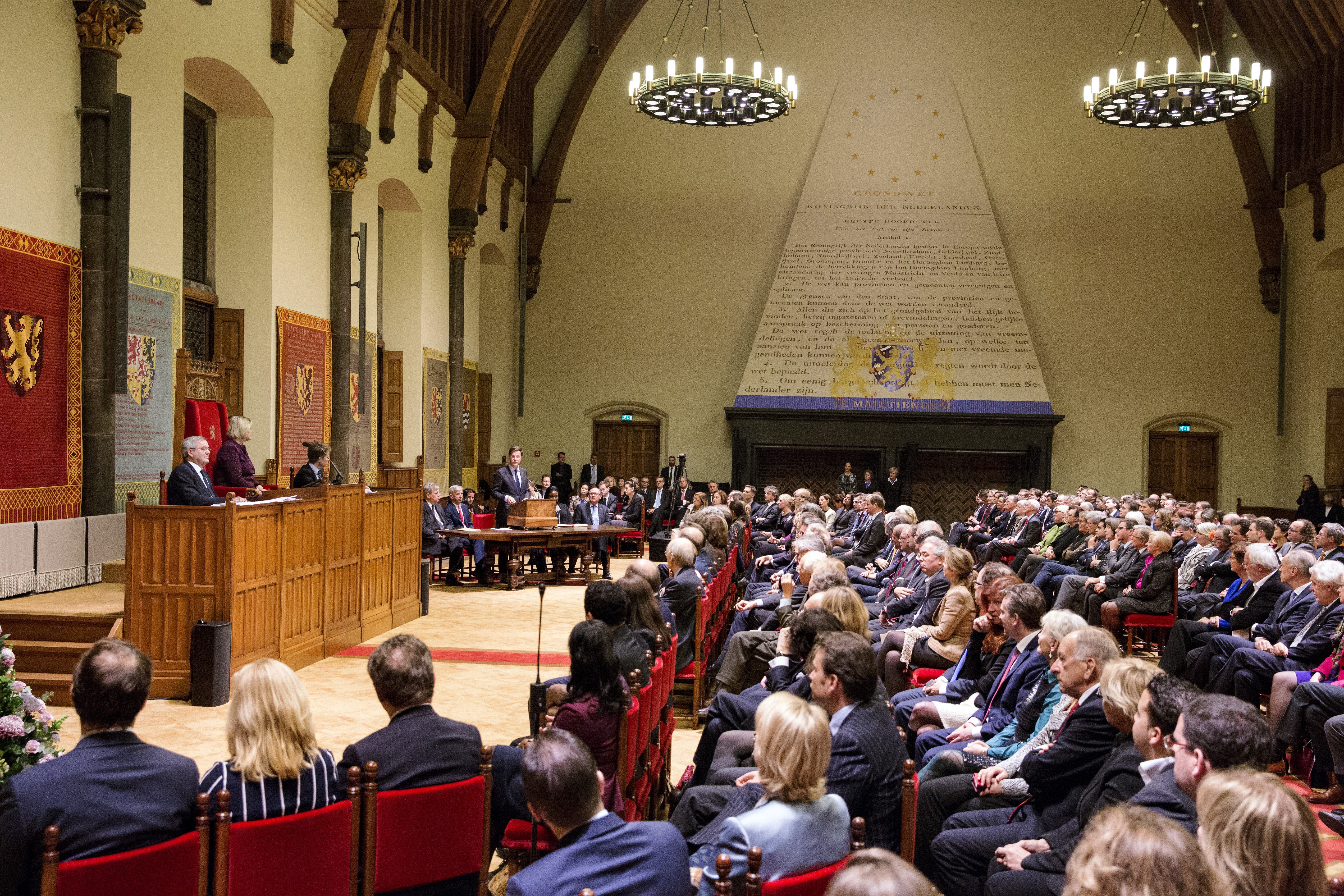
جلسهٔ مشترک دو مجلس عمومی هلند در تالار شوالیه، ۲۰۱۳

پارلمان هلند که به‌طور رسمی با عنوان «مجلس عمومی» (به هلندی: Staten-Generaal) شناخته می‌شود، از دو مجلس تشکیل شده است: مجلس نمایندگان (Tweede Kamer) و سنا (Eerste Kamer). هر دو مجلس در مجموعهٔ تاریخی بیننهوف در شهر لاهه مستقر هستند و به بررسی لوایح قانونی و نظارت بر عملکرد کابینه می‌پردازند.
تنها مجلس نمایندگان حق پیشنهاد و اصلاح قوانین را دارد. سنا نقشی بازبینی‌کننده دارد و قوانین را از منظر مطابقت با ساختار حقوقی هلند بررسی می‌کند؛ زیرا در هلند دادگاه قانون اساسی وجود ندارد. مجلس نمایندگان ۱۵۰ عضو دارد که مستقیماً برای دوره‌ای چهارساله از طریق نظام نمایندگی تناسبی برگزیده می‌شوند. نمایندگان می‌توانند در صورت اختلاف با حزب خود، به‌عنوان مستقل در مجلس باقی بمانند یا به احزاب دیگر بپیوندند.
سنا دارای ۷۵ عضو است که به‌طور غیرمستقیم توسط اعضای شوراهای استانی و از طریق نمایندگی تناسبی انتخاب می‌شوند. جلسات سنا به‌طور معمول هفته‌ای یک‌بار برگزار می‌شود و عضویت در آن به‌عنوان شغلی پاره‌وقت در نظر گرفته می‌شود.

### احزاب سیاسی

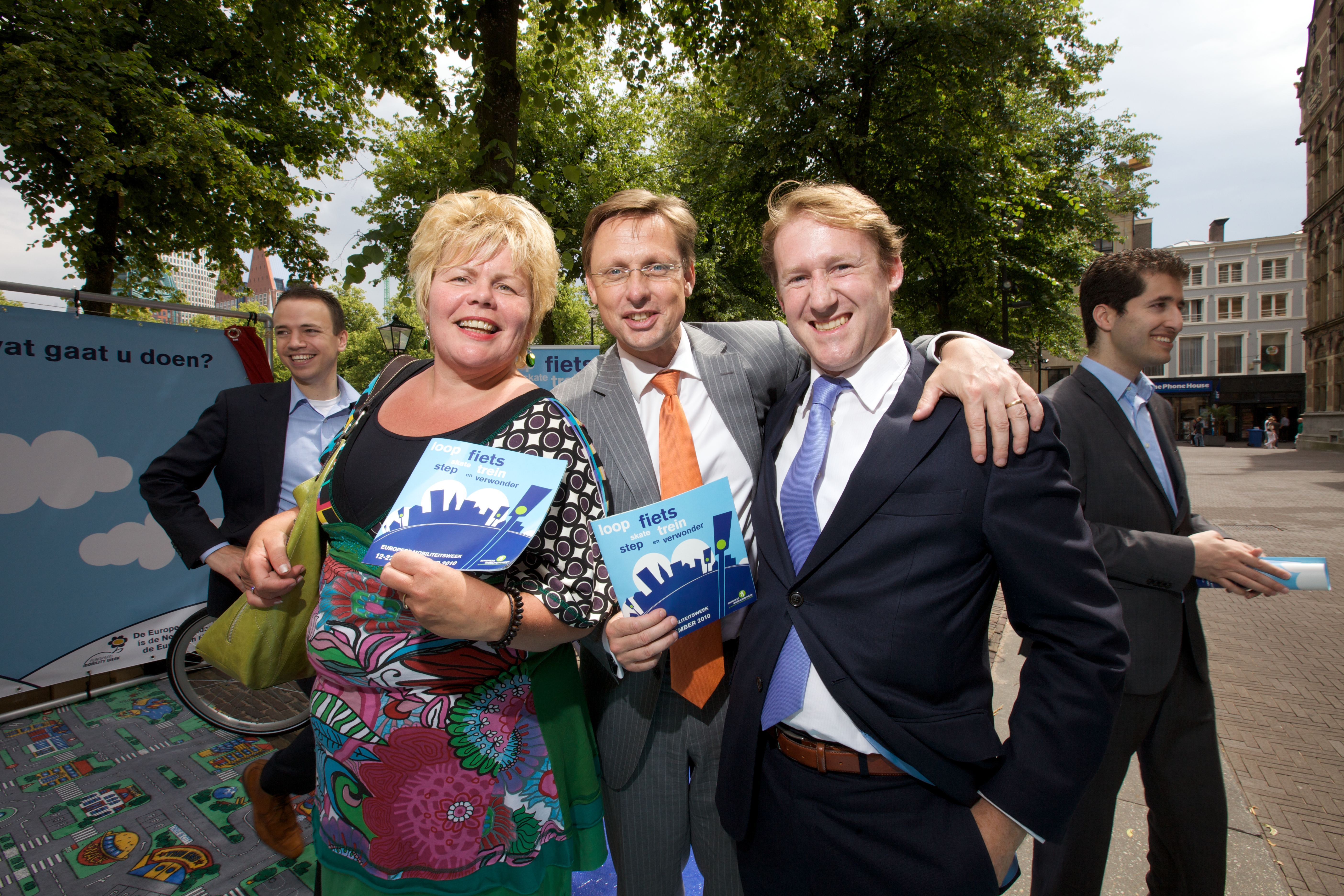
برخی نمایندگان احزاب مختلف در کارزار انتخاباتی ۲۰۱۰

نظام تناسبی انتخابات و سابقهٔ تقسیمات اجتماعی در هلند موجب پیدایش نظام چندحزبی گسترده‌ای شده است. در حال حاضر احزاب زیر در مجلس نمایندگان حضور دارند:
- حزب برای آزادی (PVV): حزب محافظه‌کار ملی‌گرا با گرایش‌های ضد مهاجرت و ضداسلام که توسط خیرت ویلدرس هدایت می‌شود.
- ائتلاف گرون‌لینکس - حزب کارگر: ائتلاف چپ میانه احزاب سبز و سوسیال‌دموکرات که بر عدالت اجتماعی، رفاه، تغییرات اقلیمی و محیط‌زیست تمرکز دارد.
- حزب خلق برای آزادی و دموکراسی (VVD): حزب لیبرال محافظه‌کار که از بازار آزاد، امنیت و کاهش مالیات‌ها حمایت می‌کند.
- قرارداد اجتماعی نوین (NSC): حزب دموکرات مسیحی که در ۲۰۲۳ توسط پیتِر اُمت‌زیخت تأسیس شد.
- دموکرات‌های ۶۶ (D66): حزب لیبرال اجتماعی طرفدار سکولاریسم، حقوق بشر، اروپاگرایی و آزادی‌های مدنی.
- جنبش کشاورزان - شهروندان (BBB): حزب راست‌گرای معتدل با تمرکز بر منافع کشاورزان و توسعهٔ مناطق روستایی.
- حزب دموکرات مسیحی (CDA): حزب میانه‌رو با گرایش‌های محافظه‌کارانه که از مسئولیت اجتماعی دولت در کنار نقش جامعه حمایت می‌کند.
- حزب سوسیالیست (SP): حزب چپ‌گرا با سابقهٔ کمونیستی که از سوسیالیسم دموکراتیک، رفاه اجتماعی و آموزش دولتی دفاع می‌کند.
- دِنک (DENK): حزب کوچک طرفدار چندفرهنگی‌گرایی، عدالت اجتماعی و عدالت بین‌المللی.
- حزب برای حیوانات: حزب مدافع حقوق حیوانات و محیط‌زیست که در زمینه‌های آموزش، اقتصاد و بهداشت نیز دیدگاه‌های چپ‌گرایانه دارد.
- فروم برای دموکراسی (FvD): حزب محافظه‌کار ملی‌گرا با گرایش‌های ضد مهاجرت، ضد اتحادیه اروپا و خواهان کاهش مالیات‌ها.
- حزب اصلاح‌شده سیاسی (SGP): حزبی پروتستان، محافظه‌کار و مذهبی که زنان را تا سال ۲۰۰۶ از عضویت منع می‌کرد.
- اتحاد مسیحی: حزبی دموکرات مسیحی با دیدگاه‌های محافظه‌کارانه در مسائل اخلاقی و دیدگاه‌های عدالت‌محور در زمینه‌های اجتماعی.
- وُلت هلند: شاخهٔ هلندی جنبش اروپاگرای وُلت، با گرایش‌های لیبرال اجتماعی و فدرالیسم اروپایی.
- JA21: حزب لیبرال محافظه‌کار منشعب از فروم برای دموکراسی که بر مهاجرت کنترل‌شده و آزادی‌های فردی تأکید دارد.

### شورای ایالتی
شورای ایالتی مهم‌ترین نهاد مشورتی در روند قانون‌گذاری هلند است و همچنین عالی‌ترین مرجع رسیدگی به دعاوی اداری به‌شمار می‌رود. همهٔ لوایح پیشنهادی باید برای مشورت حقوقی به این شورا ارسال شوند. گرچه نظرات شورا الزام‌آور نیستند، اما دولت موظف است به آن‌ها پاسخ دهد و معمولاً تأثیر زیادی بر روند بررسی قوانین در پارلمان دارند.
رئیس اسمی شورا پادشاه است، اما ریاست عملی آن بر عهدهٔ معاون رئیس شورای ایالتی است. اعضای شورا معمولاً حقوق‌دانان، قضات، اساتید دانشگاه، یا سیاستمداران باتجربه هستند. ولیعهد هلند با رسیدن به سن قانونی، به‌صورت رسمی به عضویت این شورا درمی‌آید.

### قوه قضائیه
قوهٔ قضائیه هلند شامل ۱۱ دادگاه منطقه‌ای، ۴ دادگاه تجدیدنظر، ۳ دادگاه تجدیدنظر اداری (از جمله شورای ایالتی) و دیوان عالی کشور است. همهٔ قضات توسط دولت منصوب می‌شوند و تا سن بازنشستگی اجباری در ۷۰ سالگی در مقام خود باقی می‌مانند. دیوان عالی، عالی‌ترین مرجع در امور مدنی و کیفری است، در حالی که شورای ایالتی بالاترین مرجع در امور اداری است.

### شوراهای مشورتی
در سنت سیاست‌ورزی اجماعی هلند، دولت به‌طور گسترده‌ای از شوراهای مشورتی استفاده می‌کند که اعضای آن‌ها از میان دانشگاهیان، کارفرمایان، سندیکاهای کارگری و نمایندگان ذی‌نفع انتخاب می‌شوند.
مهم‌ترین شورای مشورتی، شورای اجتماعی و اقتصادی (به هلندی: Sociaal Economische Raad یا SER) است که نقش مهمی در تدوین سیاست‌های اقتصادی، اجتماعی و مالی ایفا می‌کند. این شورا شامل نمایندگان تشکل‌های کارگری، کارفرمایی و اعضای منصوب دولت است.
سازمان‌هایی که در SER نماینده دارند عبارت‌اند از:
- فدراسیون اتحادیه‌های کارگری هلند (چپ‌گرا)
- اتحادیهٔ ملی کارگران مسیحی
- اتحادیهٔ مدیران و حرفه‌ای‌ها
- سازمان کارفرمایان VNO-NCW
- سازمان کارفرمایی شرکت‌های کوچک و متوسط MKB-Nederland
- سازمان کشاورزان LTO Nederland
- دولت یک‌سوم باقی‌مانده از اعضا را از میان اساتید دانشگاه، اقتصاددانان و نمایندگان بانک مرکزی و سایر نهادها منصوب می‌کند.
- سایر نهادهای مشورتی مهم عبارت‌اند از:
- دفتر تحلیل سیاست اقتصادی (پیش‌بینی‌کنندهٔ روندهای اقتصادی)
- آمار هلند
- مؤسسهٔ پژوهش اجتماعی هلند
- مؤسسه ملی بهداشت عمومی و محیط‌زیست
- شورای علمی سیاست‌گذاری دولت

### حکومت محلی
هلند دارای ۱۲ استان است که وظایفی مانند برنامه‌ریزی فضایی، سیاست‌گذاری بهداشتی و تفریحی را برعهده دارند. این استان‌ها همچنین نظارت بر شهرداری‌ها و شوراهای آب را نیز انجام می‌دهند. شورای استانی به‌طور مستقیم هر چهار سال یک‌بار انتخاب می‌شود و کمیسر پادشاه و هیئت اجرایی استان، قوهٔ اجرایی را تشکیل می‌دهند.
در سطح محلی، ۳۴۲ شهرداری وجود دارند (تا سال ۲۰۲۳) که وظایفی چون آموزش، امنیت اجتماعی و برنامه‌ریزی شهری را انجام می‌دهند. شهردار توسط دولت منصوب می‌شود و همراه با معاونان منتخب شورا، هیئت اجرایی شهرداری را تشکیل می‌دهد. شهرهای بزرگ مانند آمستردام و روتردام به بخش‌های اداری کوچک‌تری (stadsdelen) تقسیم شده‌اند.
در جزایر کارائیب هلند، حکومت محلی توسط سه نهاد عمومی (شهرداری‌های ویژه) انجام می‌شود که خارج از ساختار استانی عمل می‌کنند. این نهادها شامل «فرماندار» (gezaghebber) و اعضای هیئت اجرایی هستند که توسط شورای جزیره انتخاب می‌شوند.
همچنین، شوراهای مستقل آب (waterschappen) مسئول مدیریت منابع آب داخلی، آب‌های زیرزمینی، سدها، کانال‌ها، خاکریزها و پُلدرها هستند. اعضای این شوراها از میان کشاورزان، شرکت‌ها، گروه‌های زیست‌محیطی و شهروندان انتخاب می‌شوند و اختیارات مالیاتی دارند.

## تاریخچهٔ سیاسی

### سال‌های ۱۸۰۰ تا ۱۹۶۶
هلند از سال ۱۸۱۳ به‌صورت پادشاهی مشروطه اداره می‌شود و از ۱۸۴۸ به‌صورت دموکراسی پارلمانی درآمد. پیش از آن، این کشور بین سال‌های ۱۵۸۱ تا ۱۸۰۶ یک حکومت جمهوری داشت و سپس برای ۴ سال پادشاهی مستقل بود و سپس میان سال‌های ۱۸۱۰ تا ۱۸۱۳ به خاک فرانسه ضمیمه شد.
پیش از سال ۱۹۱۷، نظام انتخاباتی هلند مبتنی بر رای‌گیری دو مرحله‌ای و حق رأی بر پایه دارایی بود که فقط مردان مالک حق رأی داشتند. تحت تأثیر جنبش سوسیالیستی، این شرایط به‌تدریج آسان‌تر شد و در ۱۹۱۷ سیستم نمایندگی نسبی حزبی با حق رأی همگانی برای مردان و سپس در ۱۹۱۹ برای زنان نیز برقرار شد.
تا سال ۱۹۶۶، سیاست هلند تحت سلطهٔ نظام ستون‌بندی اجتماعی بود. جامعه به چهار ستون اصلی مذهبی و ایدئولوژیک تقسیم می‌شد: کاتولیک‌ها، پروتستان‌ها، سوسیالیست‌ها و لیبرال‌ها. هر ستون دارای حزب سیاسی، رسانه، اتحادیه و حتی باشگاه‌های ورزشی مستقل خود بود. این ستون‌ها در سطح بالا همکاری می‌کردند و دولت‌های ائتلافی متعددی را شکل می‌دادند. احزاب اصلی که در این دوران در انتخابات شرکت داشتند عبارت بودند از حزب سوسیالیست کارگر(PvdA)، حزب لیبرال محافظه‌کار به نام مردم برای آزادی و دموکراسی (VVD)، حزب کاتولیک مردم (KVP)، و دو حزب پروتستان محافظه‌کار به نام‌های حزب اتحاد تاریخی مسیحی (CHU) و حزب ضد-انقلاب (ARP). هیچ حزبی اکثریت مطلق را به‌دست نمی‌آورد و همکاری میان احزاب ضروری بود.

### از ۱۹۶۶ تا ۱۹۹۴
در دههٔ ۱۹۶۰، احزاب جدیدی پدیدار شدند که بیشتر مورد حمایت رأی‌دهندگان جوان بودند. مهم‌ترین آن‌ها حزب سوسیال لیبرالیست به نام دموکرات‌های ۶۶ (D66) بود که خواهان دموکراتیزه کردن ساختارهای قدرت برای شکستن ستون‌بندی اجتماعی بود.
در دههٔ ۱۹۷۰، سه حزب مسیحی سنتی به‌تدریج رأی خود را از دست دادند و سرانجام در سال ۱۹۷۷ در حزب جدید دموکرات مسیحی هلند (CDA) ادغام شدند. هم‌زمان، احزاب لیبرال و چپ‌گرا مانند D66 و حزب کارگر (PvdA) قدرت بیشتری پیدا کردند.
در دههٔ ۱۹۸۰، هلند با بحران دولت رفاه مواجه شد. نرخ بالای بیکاری و رشد پایین اقتصادی باعث شد که دولت‌های وقت سیاست‌هایی برای کاهش هزینه‌های اجتماعی و افزایش اشتغال اتخاذ کنند. به‌تدریج، اقتصاد احیا شد و کسری بودجه و بیکاری کاهش یافت.
در اواخر دههٔ ۱۹۸۰، برخی از احزاب کوچک چپ‌گرا در حزب چپ سبز (GroenLinks) ادغام شدند.

### از ۱۹۹۴ تاکنون
در انتخابات ۱۹۹۴، حزب CDA به‌شدت تضعیف شد و برای نخستین بار، ائتلافی بدون مشارکت دموکرات مسیحی‌ها شکل گرفت. این ائتلاف شامل PvdA, D66 و حزب مردم برای آزادی و دموکراسی (VVD) بود که به ائتلاف «بنفش» معروف شد (ترکیبی از رنگ قرمز سوسیالیستی و آبی لیبرالی).
دولت بنفش قوانین مترقی متعددی مانند ازدواج همجنس‌گرایان، سقط جنین و اتانازی را تصویب کرد و دوره‌ای از رشد اقتصادی پایدار را تجربه نمود.
در انتخابات ۲۰۰۲، موجی از احساسات ضد مهاجرتی به رهبری پیم فورتاین و حزب جدیدش LPF (فهرست پیم فورتاین) سبب شد PvdA نیمی از کرسی‌هایش در مجلس نمایندگان هلند را از دست دهد. با ترور فورتاین، ائتلاف CDA–VVD–LPF تشکیل شد اما تنها ۸۷ روز دوام آورد.
در سال‌های بعدی، احزاب جدیدی مانند حزب آزادی (PVV) به رهبری خیرت ویلدرس و فروم برای دموکراسی (FvD) با شعارهای ملی‌گرایانه و ضد اتحادیهٔ اروپا رشد کردند. هم‌زمان، ائتلاف‌های چپ‌میانه مانند PvdA–VVD نیز در برخی دوره‌ها قدرت را به دست گرفتند.
در انتخابات ۲۰۲۱، حزب VVD به رهبری مارک روته همچنان حزب اول باقی ماند. در سال ۲۰۲۳، کابینهٔ چهارم روته به دلیل اختلاف بر سر سیاست‌های مهاجرتی سقوط کرد و در انتخابات بعدی، PVV بیشترین کرسی‌ها را کسب کرد و ائتلاف راست‌گرا به رهبری دیک اسخوف (نخست‌وزیر فعلی) قدرت را به‌دست گرفت.
بر پایهٔ شاخص دموکراسی V-Dem در سال ۲۰۲۳، هلند هفدهمین کشور دموکراتیک جهان بر اساس انتخابات شناخته شد.

## سیاست خارجی
سیاست خارجی هلند بر چهار محور اصلی استوار است: روابط فراآتلانتیک، ادغام اروپایی، توسعه بین‌الملل و حقوق بین‌الملل. این کشور از زمان جنگ جهانی دوم عضو سازمان‌های بین‌المللی مهمی چون سازمان ملل، ناتو و اتحادیهٔ اروپا شده است. اقتصاد هلند بسیار باز و متکی بر تجارت بین‌المللی است.
از جمله مسائل بحث‌برانگیز در سیاست خارجی هلند، سیاست مبارزه با مواد مخدر با رویکرد نسبتاً آزادانه نسبت به مواد مخدر نرم است.